# Вайсензе (Австрия)
Вайсензе (нем. Weißensee) — коммуна (нем. Gemeinde) в Австрии, в федеральной земле Каринтия.
Входит в состав округа Шпитталь. Население составляет 787 человек (на 31 декабря 2005 года). Занимает площадь 78,09 км². Официальный код — 2 06 39.

## Политическая ситуация
Бургомистр коммуны — Йохан Вайкслер (СДПА) по результатам выборов 2003 года.
Совет представителей коммуны (нем. Gemeinderat) состоит из 11 мест.
- АНП занимает 5 мест.
- АПС занимает 3 места.
- СДПА занимает 3 места.